# Metridium huanghaiensis
Metridium huanghaiensis is een zeeanemonensoort uit de familie Metridiidae.
Metridium huanghaiensis is voor het eerst wetenschappelijk beschreven door Pei in 1998.